# Yuuko Amanuma
 (mars 2023).
Si vous disposez d'ouvrages ou d'articles de référence ou si vous connaissez des sites web de qualité traitant du thème abordé ici, merci de compléter l'article en donnant les références utiles à sa vérifiabilité et en les liant à la section « Notes et références ».
Yuuko Amanuma (天沼 裕子, Amanuma Yūko), née le 2 septembre 1955 à Saitama, est une cheffe d'orchestre et compositrice japonaise.

## Biographie

### Formation
De 1977 à 1981, Yuuko Amanuma étudie à l'Université des arts de Tokyo avec une spécialisation en composition et des matières mineures en piano et en chant. En 1983, elle commence à étudier la direction d'orchestre à Tokyo et à Banff, au Canada, avec Victor Feldbrill. De 1985 à 1988, elle étudie dans la classe des solistes à la Hochschule für Musik, Theater und Medien Hannover avec comme matière principale la direction d'orchestre. En 1986, Yuuko Amanuma est étudiante à la maîtrise auprès de Ferdinand Leitner et de David Epstein (en) à Salzbourg. En 1988, elle obtient le Prix Edward van Beinum lors du concours international de master class pour jeunes chefs d'orchestre à Hilversum en Hollande. En 1995 et 1996, elle termine ses études de troisième cycle avec Rolf Reuter à Berlin, pour lesquelles Yuuko Amanuma reçoit une bourse d'un an du gouvernement japonais.

### Carrière
La coopération notamment avec Leonard Bernstein et Tōru Takemitsu façonnent sa carrière musicale ainsi que les stages avec Daniel Barenboïm au Staatsoper Unter den Linden de Berlin et au Festival de Bayreuth,.
Pendant ses études, entre 1987 et 1989, Yuuko Amanuma est répétitrice au Staatstheater Oldenburg puis auprès de Leonard Bernstein pendant le Festival de musique du Schleswig-Holstein.
En 1989, elle devient chef d'orchestre permanent de l'Ensemble orchestral de Kanazawa. Elle collabore également avec Toru Takemitsu pour « Music Today » à Tokyo.
De 1993 à 1998, elle prend la direction de différentes classes d'opéra au Tokyo Nikikai Opera (ja) où elle est également cheffe d'orchestre. Elle est également invitée en tant que chef d'orchestre au Théâtre de l'Opéra de Chambre de Tokyo et dans d'autres théâtres japonais. Elle enseigne en outre à l'Université normale de Shanghai en Chine.
Puis elle prend la direction musicale de l'IMSC Music Festival à Séoul en Corée du Sud en 1997, de l'International Music Day en 1998, du Metropolitan Music Festival en 2000 ainsi que du New National Theatre à Tokyo en 2001.
En 1999, elle devient enseignante à l'Université des arts de Tokyo dans la classe de solistes d'opéra.
Au Théâtre de la capitale du Land de Magdebourg, elle devient en 1999 chef d'orchestre et directrice d'études puis en 2001 deuxième chef d'orchestre.
En outre, elle participe à des concerts et tournées en Belgique, en France, au Japon, en République tchèque et en Allemagne avec, entre autres, l'Ensemble orchestral de Kanazawa, l'Orchestre philharmonique de Francfort-sur-l'Oder, l'Orchestre philharmonique de Brême, l'Orchestre Puelarum Pragensis et l'Orchestre du Théâtre national d'Oldenbourg.
En 2003, au Théâtre de la capitale du Land de Magdebourg, elle est compositrice en résidence. Elle devient compositrice et maître de chapelle adjointe. Elle compose notamment deux opéras (première de Das verräterische Herz sous sa direction à Tokyo et Séoul, première de l'opéra Die Rose und die Nachtigall pour la saison 2002/2003 à Magdebourg). En tant que compositrice, Yuuko Amanuma se consacre à la fois à la musique de chambre et à l'opéra. Son répertoire d'orchestre est classique-romantique, avec un accent particulier sur l'opéra. Elle crée également de la musique contemporaine, en particulier japonaise.
Yuuko Amanuma devient également professeur à l'École supérieure de musique de Wurtzbourg (de) et directrice de l'école d'opéra de Wurtzbourg. Elle a eu pour élève le chef d'orchestre Matthias Beckert (de). Durant l'année scolaire 2020-2021, elle est toujours professeur à l'École supérieure de musique de Wurtzbourg (de),.
En février 2022, elle dirige l'opéra Don Giovanni au Nouveau théâtre national de Tokyo.

### Engagements
Yuuko Amanuma s'engage à construire des maisons de retraite pour les musiciens vieillissants sur le modèle de « La Casadi Verdi » au Japon et en Allemagne. À cette fin, en 2004, elle crée une fondation pour « La Casa del Ciello » à Tokyo. Elle donne des concerts-bénéfice pour la financer.

## Œuvres

### Compositions
- Das verräterische Herz (Opéra), créé à Magdebourg en 2003, livret de Holger Potocki[8],[9]
- Die Rose und die Nachtigall (Opéra), créé à Magdebourg en 2003[10]

### Éditions de partitions
- Wolfgang Amadeus Mozart : La petite flûte enchantée . Arrangement de Yuuko Amanuma pour soprano, alto, ténor, basse, piccolo, basson et piano[2]